# Agriș
Agrișul (Ribes uva-crispa, sin. Ribes grossularia) este o specie de plante din familia Grossulariaceae.
Este un arbust înalt de 60 – 150 cm, cu ramurile arcuite, prevăzute cu ghimpi.
Fructul (agrișa) este o bacă falsă, mică, ovoidală sau sferică, de culoare verde, gălbuie sau roșiatică, cu multe semințe, cu gust dulce-acrișor.
Se cultivă în regiuni deluroase.
Se consumă în stare proaspătă sau în industria alimentară.
În scopuri medicinale se folosește fructul recoltat când este copt.

## Componenți principali

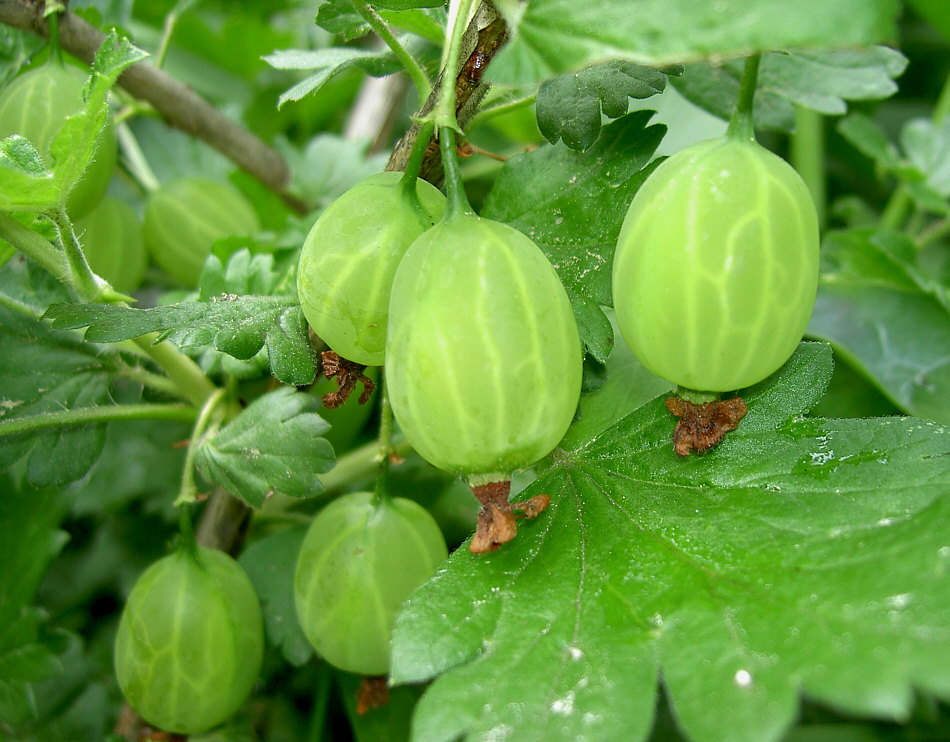
Agriș

Acizi: malic, citric, tartric; vitaminele A, B1, B2, C și P; săruri minerale: sodiu, calciu, fosfor, potasiu și fier.

## Proprietăți
Odată digerate, fructele de agriș au efect antigutos, diuretic și laxativ.